# Knack (Woltersdorf)
Der Knack (auch: Knaak) ist ein ehemaliges Ackerfeld und Nachbarschaft in der Gemeinde Woltersdorf. Es gehörte über 300 Jahre der Stadt Berlin.

## Etymologie und Aussprache
Der Begriff kam nach dem Dreißigjährigen Krieg auf. Da das Ackerfeld dem Rittergut und nicht den Bauern gehörte, kam es manchmal vor, dass es bei Nichtverpachtung so lange brach lag, dass kleine Kiefern auf ihm wuchsen. Der "Knack" war der Laut, der beim Reinmachen des Feldes zu hören war. Die Aussprache erfolgt mit langem a, wie in Tag oder Schlag, weshalb der Name eine Zeit lang auch Knaak geschrieben wurde.

## Geographie
Der Knack umfasst 80 Hektar. Er liegt am Nordende des Dorfes zu beiden Seiten der Vogelsdorfer Straße. Im Süden bilden die Fuchsberge die Grenze, im Osten der Berghofer Weg. Der Knack gliedert sich heute in die Nachbarschaften Knack im Süden, die Postsiedlung zwischen den Straßen Im Knack und Postsiedlung und das Lerchenfeld im Norden.

## Geschichte

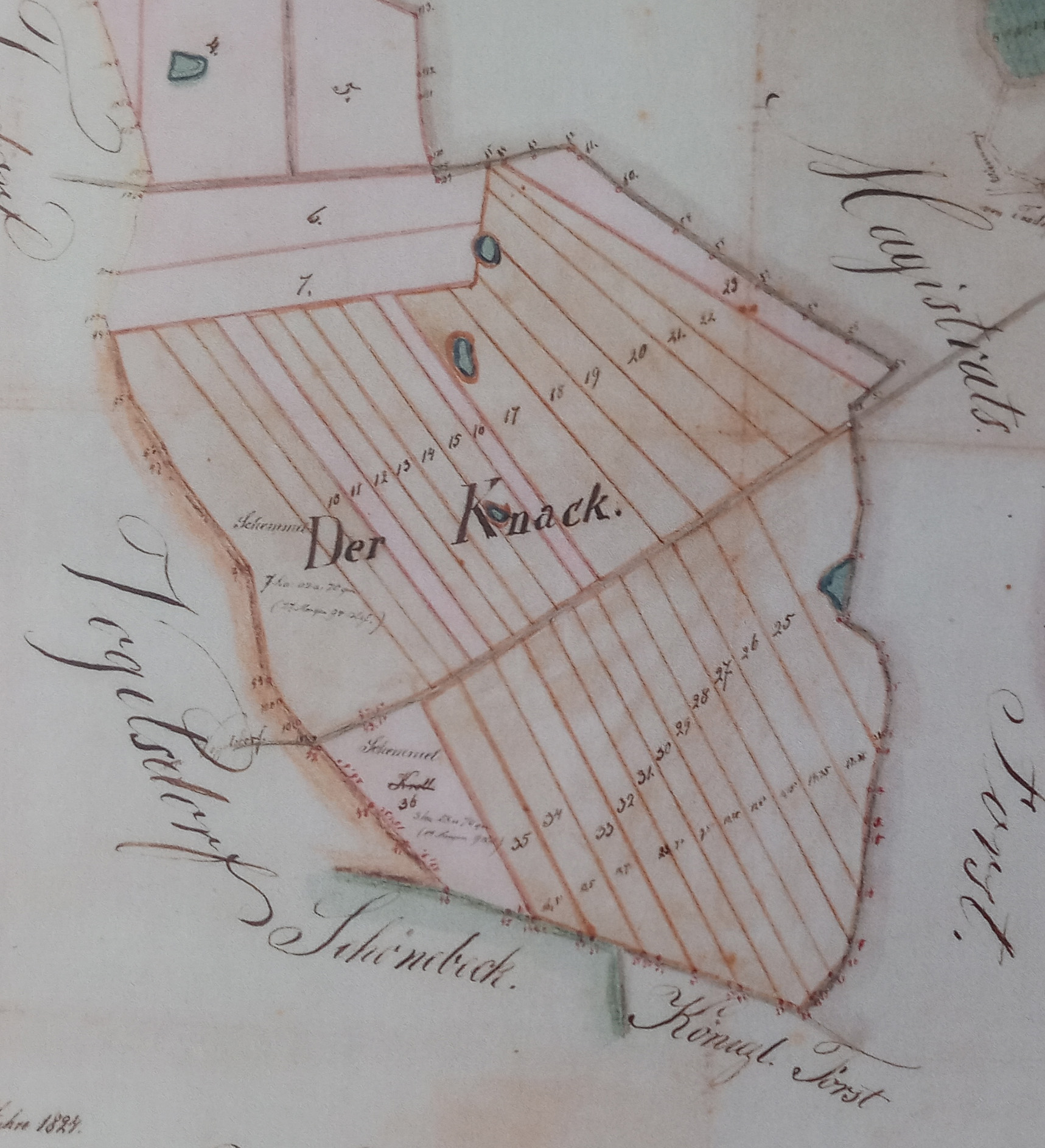
Flurkarte vom Knack (1824)

### Ackerfeld des Berliner Magistrats
Der Knack war seit jeher Teil des Rittergutes zu Woltersdorf. 1734 wird das Ackerfeld bereits auf der ersten Flurkarte als "der sogenannte Knack" bezeichnet. 1771 nennt das Corpus Bonorum von Wackenroder einen Acker von 392 Morgen Größe auf dem "nicht füglich Gerste und Hafer, wohl aber Buchweizen zu säen" ist. Von Trinitatis 1794 an wurde der Knack zusammen mit dem gesamten Kämmereigut an die 13 Woltersdorfer Hofbesitzer in Erbpacht gegeben. 1860 erfolgte die Separation des Knack, womit der Knack endgültig in den Besitz der Woltersdorfer Hofleute kam. Die Ackerflurstücke hatten die Nummern 8 bis 36.

### Bebauung
Die Erschließung des Knackfeldes erfolgte im Zuge der Gründung von Schönblick. Das Knackfeld sollte in der Entwicklung der "Umgegend von Schönblick" eine wichtige Verbindungsrolle spielen. Bruno Wilhelmi plante eine große Hauptstraße, die das Knackfeld in einem Bogen von Süden nach Osten durchqueren und im Seebad Woltersdorf am Kalksee enden sollte. Außerdem gab es Pläne die Straßenbahn weiter nördlich fahren zu lassen, um so den Knack zu erschließen.

#### Im Nationalsozialismus
1939 wurden die Straßen im Knack benannt. Die Straßen im westlichen Knack erhielten Namen nach sogenannten "Blutzeugen des Nationalsozialismus" wie Fritz Renz oder Wilhelm Gustloff. Im östlichen Knack wurden die Straßen nach Orten oder Gebieten benannt, die "heim ins Reich" sollten, wie dem Egerland in der Tschechoslowakei oder Straßburg in Frankreich. 1943 wurde am Nordende des parzellierten Knack eine Notunterkunft für ausgebombte Berliner Postbeamte eingerichtet.

#### In der DDR
Bereits 1945 wurden die Straßen im Knack weitestgehend umbenannt. Sie wurden nach "Vorkämpfern des Sozialismus" benannt wie Friedrich Engels, Karl Liebknecht oder Paul Singer. Einige nationalsozialistische Straßennamen wie Wiener Straße oder Memeler Straße blieben erhalten. In der DDR blieb der Zustand des Knack unverändert. 40 Hektar des Knack, vor allem östlich der Vogelsdorfer Straße waren parzelliert, 40 Hektar waren noch als Ackerland verblieben. Dieses wurde im Zuge der Bodenreform enteignet und von einer LPG bewirtschaftet. Die Ackerflächen und das Bauland waren mit einer Ausnahme klar voneinander getrennt. Die Ackerflur 27 nördlich der Karl-Liebknecht-Straße war bereits parzelliert worden, jedoch wurden nur drei Grundstücke bebaut. Diese lagen Jahrzehnte inmitten des bewirtschafteten Ackerfeldes.

#### Nach der Wende
Nach der Wende beschloss die Gemeinde auf den verbliebenen Ackerfeldern des Knack eine Einfamilienhaussiedlung zu errichten. 1998 erhielt sie den Namen "Lerchenfeld". Die Straßen in dem Siedlungsgebiet erhielten vornehmlich Namen, die auf den einstigen Ackerbau und die hier heimische Flora und Fauna verweisen, wie Ackerwinkel, Heidering oder Rebhuhnweg. Östlich der Vogelsdorfer Straße an der Ortsgrenze wurde ein 6 Hektar großes Areal für "Wissenschaft und Forschung" ausgewiesen, dass jedoch nicht entsprechend erschlossen wurde. 